# Петрусевич, Фёдор Фёдорович
Фёдор Фёдорович Петрусе́вич (9 июня 1902, Москва, Российская империя — 7 ноября 1965, Йошкар-Ола, Марийская АССР, СССР) — советский деятель промышленности, общественный деятель. Директор Завода полупроводниковых приборов г. Йошкар-Олы (1946—1965). Участник Великой Отечественной войны. Член ВКП(б) с 1930 года.

## Биография
Родился 9 июня 1902 года в Москве. В 1930 году был принят в ВКП(б).
С 1929 года — разнорабочий, револьверщик, фрезеровщик на Московском прожекторном заводе, в 1941 году вместе с предприятием эвакуирован в Йошкар-Олу. В 1941 году без отрыва от производства окончил Всесоюзную промышленную академию. В 1941—1946 годах — начальник диспетчерского бюро, начальник производства, главный инженер Завода полупроводниковых приборов, старший инженер-лейтенант.
В 1946—1965 годах работал директором Завода полупроводниковых приборов г. Йошкар-Олы. При нём завод стал одним из крупнейших и ведущих в Марийской республике, значительным оказался вклад рабочих и служащих завода в Великую Победу в годы войны и укрепление обороноспособности всей страны.
За вклад в развитие промышленности и работу в тылу в годы Великой Отечественной войны трижды награждён орденом «Знак Почёта» (1943, 1951, 1956), медалями «За оборону Москвы» и «За доблестный труд в Великой Отечественной войне 1941—1945 гг.». Также был удостоен Почётной грамоты Президиума Верховного Совета РСФСР и пяти почётных грамот Президиума Верховного Совета Марийской АССР.
Женат, сын — заместитель главного инженера Производственного объединения «Марийский машиностроитель» и Марийского машиностроительного завода, заслуженный машиностроитель России и Республики Марий Эл Е. Ф. Петрусевич. 
Ушёл из жизни 7 ноября 1965 года в Йошкар-Оле, похоронен там же.

## Общественно-политическая деятельность
- В марте 1963 года был избран депутатом Верховного Совета Марийской АССР VI созыва по Заводскому избирательному округу № 11.
- В 1947—1961 годах был депутатом Йошкар-Олинского городского Совета депутатов трудящихся.
- Был членом Марийского обкома КПСС, делегатом партийных конференций.

## Награды
- Орден «Знак Почёта» (1943, 1951, 1956)[1][2]
- Медаль «За оборону Москвы»[3][4]
- Медаль «За доблестный труд в Великой Отечественной войне 1941—1945 гг.»[4]
- Почётная грамота Президиума Верховного Совета РСФСР (1960)[1][2]
- Почётная грамота Президиума Верховного Совета Марийской АССР (1943, 1946, 1957 — дважды, 1962)[1][2]